# Тихомиров, Андрей Владимирович
Андре́й Влади́мирович Тихоми́ров (30 июня 1995, Уфа, Россия) — российский хоккеист, вратарь. Игрок минского «Динамо», выступающего в КХЛ.

## Биография
Сын хоккейного вратаря Владимира Тихомирова. Воспитанник нижегородского «Торпедо», в системе которого дебютировал на уровне Молодёжной хоккейной лиги в сезоне 2012/2013, в составе клуба «Чайка». В сезоне 2014/2015 став обладателем Кубка Харламова. Также играл за фарм-клуб «Торпедо» — «Саров», который прекратил своё существование после окончания сезона 2018/2019.
За основную команду нижегородцев дебютировал в сезоне КХЛ 2015/16. 16 февраля 2016 года в домашнем матче против череповецкой «Северстали» Тихомиров заменил Михаила Бирюкова, который за полчаса игры пропустил три шайбы. За оставшееся время Тихомиров пропустил две шайбы (одну в овертайме), отразив 10 бросков. Этот матч стал единственным в сезоне 2015/2016.
В сезоне 2018/19 Тихомиров провёл 16 матчей, в которых пропустил 36 шайб при коэффициенте надёжности 90,6 %. В сезоне 2019/20 в матче против нижнекамского «Нефтехимика», который состоялся 17 сентября, Тихомиров совершил свой первый шатаут на уровне КХЛ. Спустя ровно месяц повторил достижение, отыграв на ноль в гостевой игре против минского «Динамо». В этом же сезоне голкипер был впервые вызван под флаг олимпийской сборной России для участия в традиционном международном турнире — Кубок Германии, проходившем в городе Крефельд. Помимо этого, Тихомиров также поехал на ещё один турнир — NaturEnergie Challenge, проходивший в швейцарском городе Фисп. На каждом из турниров провёл по одному матчу. 19 января 2020 года принял участие в матче звёзд КХЛ 2020 в составе сборной дивизиона Тарасова.
В сентябре 2022 был обменян в «Нефтехимик» на Никиту Артамонова. 6 сентября 2024 года подписал однолетний контракт с «Динамо» Минск. В сезоне-2024/25 провел за «Динамо» 30 матчей. 1 июня 2025 года получил статус неограниченно свободного агента, то есть возможность перейти в любой клуб КХЛ без компенсации. 9 августа объявил об уходе из команды, попрощавшись с болельщиками в собственных соцсетях. 

## Достижения
- Обладатель кубка Харламова в сезоне 2014/2015